# Зугдиди (станция)
Зугди́ди (груз. ზუგდიდი) — железнодорожная станция Грузинской железной дороги на линии Самтредиа — Джвари. Открыта в 1940 году в рамках строительства Черноморской железной дороги. Находится в городе Зугдиди в Грузии, на правом берегу реки Чхоуши.

## Описание
Количество путей на станции — 4, из них 3 электрифицированных. Электрификация ответвления была произведена в 1954 году. Все разводные стрелки на станции автоматические.
На станции имеется вокзал с билетными кассами, залом ожидания и камерой хранения.
Станция является конечным пунктом следования для дневных и ночных поездов сообщением Тбилиси — Зугдиди и Зугдиди — Тбилиси, а также для электропоездов Кутаиси—Зугдиди и Зугдиди—Кутаиси. Поезда курсируют ежедневно 6 раз в день.

## Террористические акты
После войны 1992—1993 годов на станции периодически происходили террористические акты. Особенно частыми они были летом и осенью 2009 года. Так, 10 июня 2009 года в 23.35 на станции Зугдиди был взорван стоящий грузовой вагон, который находился рядом с пассажирским поездом Зугдиди — Тбилиси. В результате был тяжело ранен 58-летний железнодорожник Шалва Окромчедлишвили, который был госпитализирован. В соседних зданиях взрывная волна выбила стекла. На следующий день, 11 июня, взорвалась бомба, помещенная в мусорную урну возле вокзала. Обошлось без жертв. В МВД Грузии сообщили, что взрывы организованы теми, кто не заинтересован в стабильности региона. На место теракта также прибыл генеральный директор Грузинской железной дороги Ираклий Эзугбая, который уверил общественность в том, что железная дорога будет восстановлена в ближайшие дни. В течение следующего дня сапёры и ремонтные бригады исследовали и восстанавливали железнодорожное полотно. 12 июня железнодорожное сообщение было восстановлено.
Однако 15 сентября того же года на станции Зугдиди опять прогремел взрыв. На этот раз бомба была подложена под вагон пассажирского поезда Зугдиди — Тбилиси, в который через полчаса должна была начаться посадка пассажиров. Пострадал проводник вагона, который отделался ушибами. Как и в предыдущем случае, МВД Грузии возбудило уголовное дело по статье «теракт», а также «умышленное причинение ущерба» и «препятствование функционированию транспорта».